# Suzetrigine
Suzetrigine（以前名为VX-548，商品名为：Journavx）是美国福泰製藥出品的非阿片类镇痛药，用于治疗成人中度至重度急性疼痛，其工作原理是选择性阻断痛觉神经细胞上的鈉離子通道（Nav1.8通道），使其在提供阿片类药物水平的疼痛抑制的同时，不会有成瘾或过量服用的风险。
2023年8月，对该药物进行的两项随机双盲对照试验结果获得披露，其与安慰剂相比，Suzetrigine可在48小时内有效减轻疼痛。
美国食品药品监督管理局（FDA）于2025年1月30日批准该药物50毫克口服片剂上市，禁忌将Journavx与强效CYP3A抑制剂同时使用；FDA表示，该药物最常见的不良反应是瘙痒、肌肉痙攣、血液肌酸激酶水平升高和皮疹，患者在服用Journavx时应避免食用含有葡萄柚的食物或饮料。该药物的获批使之成为20多年来首个用于治疗急性疼痛的新机制药物。
目前福泰製藥已确定，Suzetrigine在美国的批发采购成本为每片（50mg）15.50 美元（约合人民币111.39元）。